# 加莫夫半岛
加莫夫半岛（俄语：Полуостров Гамова）是滨海边疆区哈桑区的半岛，面积23平方公里，最高点海拔506米，滨临彼得大帝湾。它分隔维佳兹湾和阿列克谢耶夫湾及捷利亚科夫斯基湾和阿斯塔费夫湾。加莫夫灯塔在半岛最南端。维佳兹在该半岛。它以俄罗斯探险家德米特里·伊万诺维奇·加莫夫命名。